# Death Beach
Pour plus de détails, voir Fiche technique et Distribution.
Death Beach est un film d'horreur australien réalisé par Ethan Tang et co-écrit par Alia Azamat, D.T. Crawford, Jari-Veikko Kauppinen et Ethan Tang,.

## Synopsis
Cinq personnes sur un yacht sont tuées l'une après l'autre,,,.

## Distribution
- Candice Altman : Geri
- Peter Baez : le maire Paul Fuentes
- Keith Collins : Rick
- Natalie Gal : Madeleine Cook
- Jessica L. Jacobs : Anita Mahn
- Jari-Veikko Kauppinen : musicien
- Etan Thang : Nathan
- Denise Taubman : Claire
- Lauren White-Murphy : Sarah
- Rick Wu : Jack